# توم بروك
توم بروك (بالإنجليزية: Tom Brooke)‏ هو ممثل بريطاني، ولد في 1978 بلندن في المملكة المتحدة.

## أعمال

### أفلام
- (2004)  على حافة المنطق[4]
- (2017) وفاة ستالين

### مسلسلات
- الواعظ
- حارس شخصي

## وصلات خارجية
- توم بروك على موقع IMDb (الإنجليزية)
- توم بروك على موقع ألو سيني (الفرنسية)
- توم بروك على موقع ميوزك برينز (الإنجليزية)
- توم بروك على موقع أول موفي (الإنجليزية)
- توم بروك على موقع قاعدة بيانات الأفلام السويدية (السويدية)
- توم بروك على موقع قاعدة بيانات الفيلم (الإنجليزية)
- توم بروك على موقع كينوبويسك (الروسية)